# Réunion des musées nationaux et du Grand Palais des Champs-Élysées
 (septembre 2022).
Pour les articles homonymes, voir RMN.
La Réunion des musées nationaux et du Grand Palais des Champs-Élysées, aussi appelée Réunion des musées nationaux - Grand Palais ou RMN-Grand Palais ou RMN-GP, est un établissement public à caractère industriel et commercial (EPIC). Il est issu de la fusion de la Réunion des musées nationaux et du Grand Palais.
La Réunion des musées nationaux – Grand Palais a pour but de contribuer à la diffusion du patrimoine muséographique et au développement des publics en mettant ses capacités en ingénierie culturelle à disposition des musées. Chargée de la mise en valeur et de l’exploitation du Grand Palais, à Paris, elle y produit des expositions temporaires et des événements culturels divers. Elle est également gestionnaire du musée du Luxembourg, à Paris.
L'établissement est placé sous la tutelle du ministère de la Culture, plus spécialement exercée par le Service des Musées de France (SMF), qui assure la gestion administrative, un contrôle technique et scientifique, ainsi qu'une fonction d'expertise sur l'ensemble des musées ayant l'appellation « musée de France » et le statut de musée national.

## Historique

### Genèse
La Réunion des musées nationaux a été initialement créée en 1896, sous l'impulsion de Raymond Poincaré et de Georges Leygues, pour procéder à l'acquisition d'œuvres d'art destinées à enrichir les collections nationales.
Sous la Troisième République, le rôle de l'État change. Il se reconnaît le droit d'intervenir dans la protection des créations nationales. Jules Ferry précise, dans le discours du 24 juin 1881, que l'État « a pour tâche de conserver ce que la société moderne pourrait bien laisser dépérir, de lutter enfin contre l'invasion de l'art par l'industrialisme, le péril, le fléau des sociétés riches contre la nôtre. (Il doit) récompenser les formes de l'art les plus nécessaires au maintien des traditions nationales ».
C'est la loi du 16 avril 1895, portant loi de finances pour 1896, qui reconnaît la personnalité juridique de la Réunion des musées nationaux :
- article 52 : « est investie de la personnalité civile, sous le titre de Musées nationaux, la réunion des musées du Louvre, de Versailles, de Saint-Germain-en-Laye et du Luxembourg ».
- article 54 : les ressources de la Caisse des musées sont constituées par « les dons et les legs ; les versements à titre de souscriptions individuelles ou collectives ; les sommes allouées par l'État à titre de subventions pour l'acquisition d'objets d'art ou d'antiquités ; le produit de la vente par ces musées des estampes, moulages et autres reproductions ; le revenu de la moitié du produit de la vente des diamants de la couronne ; toutes autres ressources qui pourraient leur être affectées par la loi »[2].

Le décret du 14 janvier 1896 organise le Conseil de la Réunion des musées nationaux. En 1897, le Conseil obtient le droit de statuer sur les legs en nature. Grâce à cette loi, les mécènes vont pouvoir participer à l'enrichissement du patrimoine culturel des musées de l'État.

### Évolutions
La Réunion des musées nationaux acquiert le statut d’établissement public à caractère industriel et commercial (EPIC) par le décret du 14 novembre 1990. L'établissement est alors doté de trois nouvelles missions : l'accueil du public, l'organisation d'expositions temporaires et la diffusion culturelle autour de ces expositions et des collections permanentes des musées.
Le 1er janvier 2011, la Réunion des musées nationaux fusionne avec l'établissement public du Grand Palais des Champs-Élysées, qui avait été créé en 2007.
Le nouvel établissement public est désormais régi par le décret no 2011-52 du 13 janvier 2011.

## Gouvernance

### Président
Le président de la Réunion des musées nationaux – Grand Palais est nommé par décret en conseil des ministres, pour une durée de cinq ans renouvelables. Il (elle) dirige l’établissement et préside le conseil d’administration.
Jean-Paul Cluzel devient le premier président de la Réunion des musées nationaux - Grand Palais après la fusion des deux établissements en 2011. Sylvie Hubac lui succède en 2016. Son mandat prend fin avec sa nomination comme présidente de la section de l’intérieur du Conseil d’État, le 5 juillet 2018.
Chris Dercon est nommé pour lui succéder à partir du 1er janvier 2019, puis Didier Fusillier depuis 2023.

### Conseil d'administration
Le conseil d'administration comprend, outre son président, dix-huit membres :
- Six représentants de l'État, membres de droit :
  - Le secrétaire général du ministère de la culture ou son représentant ;
  - Le directeur général des patrimoines ou son représentant ;
  - Un autre responsable de la direction générale des patrimoines, désigné par arrêté du ministre de la culture, ou son représentant ;
  - Le directeur général de la création artistique ou son représentant ;
  - Le directeur du budget ou son représentant ;
  - Le directeur général du Trésor ou son représentant ;
- Six personnalités désignées en raison de leurs compétences par arrêté du ministre la culture, dont deux nommées sur proposition du ministre de l'économie et des finances en raison de leurs compétences dans le domaine économique ;
- Six représentants des salariés.

Les membres du conseil d’administration sont nommés ou élus pour trois ans. Leur mandat est renouvelable.

### Conseil d'orientation stratégique
Le conseil d’orientation stratégique comprend, outre son président, quinze personnalités choisies en raison de leurs compétences scientifiques et culturelles pour une durée de trois ans renouvelables, dont cinq membres nommés par le ministre de la culture et dix nommés par le président de la Réunion des musées nationaux – Grand Palais.
Il est consulté sur les orientations de la politique culturelle et scientifique de l’établissement, les activités de diffusion culturelle et les développements numériques et, à l'initiative de son président, sur toute question relative aux activités de l'établissement.

## Missions
Selon son décret de fondation, les missions de la Réunion des musées nationaux - Grand Palais sont :
Cette section ne s'appuie pas, ou pas assez, sur des sources secondaires ou tertiaires indépendantes du sujet. Le texte peut contenir des analyses inexactes ou inédites de sources primaires.
Pour l'améliorer, ajoutez-en, ou placez des modèles {{Source secondaire souhaitée}} ou {{Source secondaire nécessaire}} sur les passages mal sourcés. (septembre 2022)

### Diffusion des collections des musées
Depuis 1930, la Réunion des musées nationaux assure l’organisation administrative et logistique d'expositions temporaires présentées dans les musées nationaux ou partenaires. Producteur de grandes manifestations et d'événement culturels, la RMN-GP dispose depuis 2011 des Galeries nationales du Grand Palais (GNGP) où elle gère l'organisation d'expositions rétrospectives thématiques et monographiques.
La RMN co-produit également des expositions, ou intervient dans l’organisation d’expositions présentées dans des établissements qui ne sont pas des musées nationaux ; elle le fait à leur demande, mettant à leur service son expérience et son savoir-faire. Elle collabore avec une trentaine d'établissements culturels et participe à la réalisation d'environ une vingtaine d'expositions par an. C’est ainsi qu’elle travaille régulièrement avec certains musées de région, avec des établissements rattachés à la direction générale des Patrimoines, ainsi qu’avec l’Association française d'action artistique (AFAA) devenue Cultures France, pour certaines expositions internationales.
Elle doit organiser des activités pédagogiques afin d'ouvrir ces expositions au public le plus large.

### Édition d'ouvrages, de moulages, d'estampes et de produits dérivés
La Réunion des musées nationaux - Grand Palais est l'un des premiers éditeurs d'art en Europe : dans le cadre des expositions temporaires et des événements culturels, elle édite et diffuse des catalogues, livres et produits d'art.
Ses deux Ateliers d'art intégrés, situés à Saint Denis, lui permettent de tirer des moulages et des estampes disponibles à la vente dans les boutiques de la Rmn-GP pour une partie des références mais essentiellement auprès des Ateliers. L'Atelier moulage, créé en 1794 au sein du Palais du Louvre, possède une collection historique d'environ 6 000 moules réalisés par prise d'empreinte directe sur des sculptures originales sélectionnées parmi les plus grands chefs-d'œuvre du monde. L'Atelier d'impression en taille-douce, conservatoire d'un métier d'art devenu rare, conserve et exploite les 13 000 cuivres gravés de la collection de Chalcographie du Louvre créée en 1797. Les Ateliers d'art, Moulage et Chalcographie, sont détenteurs du Label EPV (Entreprise du Patrimoine Vivant).
Elle promeut les collections permanentes en éditant des guides de musées et autres supports d'aide à la visite, sur papier, en audiovisuel et multimédia.
Elle conçoit et commercialise des produits dérivés divers.

### Acquisition d’œuvres d'art
La RMN-GP gère ces acquisitions pour l'ensemble des directions patrimoniales et des établissements publics relevant du ministère de la culture et de la communication. Elle procède à des achats auprès de particuliers et de marchands ou en ventes publiques, et gère les donations et les dations.
Pour les acquisitions dépassant un certain montant, il est nécessaire de consulter le Conseil artistique des musées nationaux.
La RMN-GP apporte notamment son concours à la procédure d'achat de trésors nationaux.

### Agence photographique
L’Agence photographique de la Réunion des Musées nationaux - Grand Palais est chargée de la valorisation et la diffusion des collections conservées dans les musées nationaux de France. Elle réalise chaque année environ 20 000 prises de vues au sein des musées nationaux. En 2025, l'agence photographique annonce un catalogue riche de 1,5 millions d'images dont 500 000 sont librement accessibles en ligne sur le portail images d'art. Ce site limite les réutilisations aux usages privés et pédagogiques et exclut tout usage commercial. L'usage commercial et le téléchargement d'images haute résolution est soumis au paiement d'une licence.

### Accompagnement des musées non dotés de la personnalité juridique
La Réunion des musées nationaux - Grand Palais a pour mission d'assurer l'accueil du public et de percevoir les droits d'entrée dans les musées nationaux non dotés de la personnalité juridique.

## Établissements
La Réunion des musées nationaux – Grand Palais met ses compétences au service de tous les musées nationaux et établissements muséographiques français et internationaux. En France, les établissements qui bénéficient de ces compétences sont :

### Établissements administrés par la Réunion des musées nationaux – Grand Palais

#### Grand Palais
La Réunion des musées nationaux – Grand Palais gère directement le Grand Palais et ses Galeries nationales. Elle y organise des expositions, grandes monographies ou rétrospectives, ainsi que des événements culturels divers.

#### Musée du Luxembourg
En 2010, le Sénat a délégué la gestion du Musée du Luxembourg à la RMN – Grand Palais avec la mission d’y organiser des expositions. En 2019, cette délégation de service public a été renouvelée pour une période de six ans, de 2020 à 2026.

#### Grand Palais Immersif
En 2022, la RMN fonde la société Grand Palais Immersif avec Vinci Immobilier et la Banque des Territoires (rejoint en 2024 par Chargeurs Museum Studio). Elle organise des expositions numériques dans la salle modulable de l'opéra Bastille.

### Musées de service à compétence nationale
Au sein des Musées de service à compétence nationale (SCN), la Réunion des musées nationaux – Grand Palais intervient dans le développement et l'installation des services proposés aux publics (accès, vestiaires, visites-conférences…). Elle produit ou co-produit également des expositions avec ces établissements.
Les musées SCN auprès desquels la Réunion des musées nationaux – Grand Palais intervient sont :
- Musée de Cluny, Musée national du Moyen Âge, Paris
- Château d'Écouen, Musée national de la Renaissance, Château d'Ecouen
- Musée d'Archéologie nationale, château de Saint-Germain-en-Laye
- Château de Malmaison, Musées des châteaux de Malmaison et de Bois-Préau
- Domaine des Granges de Port Royal, Magny-les-Hameaux
- Palais de Compiègne, Musées et domaine nationaux du Palais impérial de Compiègne
- Château de Blérancourt, Musée de la coopération franco-américaine, Blérancourt
- Musée Magnin, Dijon
- Musée national Clemenceau-de-Lattre, Musée des Deux Victoires Clemenceau-De Lattre, Mouilleron-en-Pareds
- Musée napoléonien de l'île d'Aix
- Musée de la Maison Bonaparte, Ajaccio
- Musée national de Préhistoire, Les-Eyzies-de-Tayac
- Château de Pau, Musée national du château de Pau
- Musée national Marc-Chagall, Nice
- Musée national Fernand-Léger, Biot
- Musée national Picasso La Guerre et La Paix

## Identité visuelle

Logo de 1969 à 2007, signé par Adrian Frutiger.
Logo de 2007 à 2011
Logo de 2011 à 2012
Logo début juin 2012
Logo depuis juillet 2012